# Gustaf Adam von Nolcken
Gerhard Gustaf Adam Nolcken, född 17 september 1733 i Stralsund, död 16 september 1812 i London, var en svensk friherre, ämbetsman samt svenskt sändebud i London 1763-1792.

## Biografi
Gustaf Adam von Nolcken var son till Eric Mathias von Nolcken, som var född i dåvarande svenska Livland,  och dennes maka Christina Margaretha Lode som också härstammade från Livland.
Gustaf Adam von Nolcken blev extra ordinarie kanslist vid Utrikesexpeditionen 1750 samt samma år befordrad till ordinarie kanslist. 1754 utnämndes han till kunglig hovjunkare innan han 1756 fick sin första utlandspostering som kommissionssekreterare i Berlin; han visade snabbt prov på duglighet och redan 1757 blev han utnämnd till Sveriges chargé d'affaires där. 1761 blev han befordrad till ambassadsekreterare i Augsburg.
1763 blev han även uppmärksammad av hovet där han befordrades från till kammarherre; samma år utsågs han till svensk envoyé extraordinarie vid Court of St. James’s i London. 1793 utnämndes han till president i Göta hovrätt, något som han dock avböjde. Han stannade kvar i London till sin död 1812.
Gustaf Adam von Nolcken gifte sig den 30 juni 1779 i England med Mary Roche; de fick tillsammans två barn: Gustaf von Nolcken och George von Nolcken, vars fadder var Storbritanniens kung Georg III.
Från dödboken i Ulrika Eleonora församling i London: Gustaf Adam Nolcken, Friherre och öfver 30 år tjenstgörande Minister vid detta Rikets Hof, Riddare och Commendeur (utnämnd samma dag till bägge värdigheterna) af Kungl. Nordstjerne Orden, var född i Stralsund d. 17 Septbr 1733 och dog på sin gård i Richmond d. 16 Decbr 1812. Begrofs d. 26 d.å. i sitt 80 år. Han var en man af stor kropps och sinnes styrka och en ifrig vän af denna Kyrka, åt hvilken han skapade lagar och författningar, som af Konung Gustaf III bekräftades. Sedan han uphörde att vara Præses i KyrkoRådet bestridde han än Kyrkovärds-syslan, än var han en af Herrar Trustees, och kom på sednare tider ofta till Herrans Hus, och förklarade sådant för sin högsta glädje. Han lefde och dog en varm vän af Wasa-Huset, men gjorde intet som kunde störa almänt lugn och allmän ordning. Att så länge vistas i främmande land, der vara för altid bosatt, och gift, och endock behålla ungdoms Kärleken för Fäderneslandet i all dess styrka, är något sällsynt, denna dygd besatt Baron Nolcken i fullkomlighet. O att alle Svenske Män häri liknade honom!! Han dog högaktad, saknad och upriktigt sörgd af vår församling.

## Ordnar
- Riddare av Nordstjärneorden, 1773
- Kommendör av Nordstjärneorden, 1773